# Bácsszentgyörgy
Bácsszentgyörgy is een plaats (község) en gemeente in het Hongaarse comitaat Bács-Kiskun. Bácsszentgyörgy telt 207 inwoners (2005).